# Саундтрек Grand Theft Auto 2
У кожній зоні міста можуть бути прослухані по п'ять радіостанцій з одинадцяти. Радіостанції можна слухати, коли гравець перебуває в транспортних засобах.  На відміну від інших версій в PC-Версії й PlayStation-Версії можна перемикати радіостанції, натискаючи вгору (без хрестика) на PS-Версії й F1/F2 на PC-Версії. Радіостанція «Head Radio» також з'являється в GTA, GTA III і GTA: Liberty City Stories. Кожна банда також має свою радіостанцію, яка транслюється на території однієї зони міста. Усі пісні виконують улюблені Conor & Jay, але під різними псевдонімами.

## Head Radio
Опис: Найбільша комерційна радіостанція в місті. Вона може бути прийнята в усіх районах. 

DJ’s: Джой Стайлс і Джонні Ріккаро 

Жанр: поп и рок.
- Apostles of Funk — Yellow Butter
- Реклама: Jizz Drive
- Pussywillows — Real Love
- Новини
- Реклама: Perk Up
- Davidson — All I Wanna Do
- The One — Southpark
- Bula Matari — Taxi Drivers
- Flytronix — Pendulum
- Новини
- Реклама: Pit Stick
- Anna — Do It on Your Own
- Реклама: Endurodom
- Testing — My Tiny World

## Rockstar Radio
Опис: комерційна радіостанція в зоні Downtown Area. 

DJ’s: Семмі Старок. 

Жанр: поп, рок, також приймає дзвінки слухачів.
- Stikki Fingerz — Holdin' It Out For You
- Прогноз погоди
- Реклама: Pizza Cake
- Conor & Jay — Vegas Road
- Реклама: 3rd World Bank
- Track 7 — I Wanna Phunk

## KREZ
Опис: комерційна радіостанція Residential Area. 

DJ’s: Річі Ті 

Жанр: хіп-хоп і реп.
- Negro vs. Conner — Showin' Me Love
- E=MC Good Times — Jacking in Hilltown
- Flytronix — Past Archives
- Numb — How’s It Done

## Lo-Fi FM
Опис: комерційна радіостанція в зоні Industrial Area. 

DJ’s: валієць на ім'я Дай (скорочено від Давид), який, здається, не пов'язаний з бандами. 

Жанр: ретро та поп.
- Stylus Exodus — Toucan Pie
- Реклама: DNA Food
- Bert Reid’s Guitar Trio — A Cool Day in Downtown
- Реклама: Silky Milky
- Реклама: Flipper Dolphin
- Новини
- Tammy Boness & The Swingin Mammaries — The Diner
- Прогноз погоди
- Cow Tastes Good — Surf City

## Futuro FM
Опис: радіостанція Дзайбацу. Може бути прийнята в усіх зонах. 

DJ’s: Дін Френс. 

Жанр: танцювальну музику, джаз і фанк.
- Реклама: Orgasmo Bars
- Davidson — All I Wanna Do
- Новини
- Zaibatsu Promo
- Прогноз погоди
- Реклама: Krishna Promo
- Spangly Feet — Dazed & Confuzed
- Stylus Exodus — Toucan Pie

## Funami FM
Опис: станція Якудза в Downtown Area. 

DJ’s: Теріякі-чан 

Жанр: електронну музику в стилі драм-н-бейс.
- Toys Are Real — Flymutha
- Реклама: Zoom Zoom
- Future Loop - Garage Acid
- 4 How Much 4 — O2N
- Реклама: Land Rover
- IDO — Ballbuster
- Реклама: S-UZI

## Lithium FM
Опис: станція Відморозків (англ. Loonies). 

DJ’s: Спаз Фанбагс 

Жанр: ретро та танцювальної музики.
- Tsunami - F.A.G. Filter
- Tammy Boness & The Swingin Mammaries — The Diner
- Реклама: Crazy CJ’s
- Реклама: S-UZI
- Voice Box — Computer Lust
- Новини
- Реклама: Leaded Gasoline
- Rev. Rooney & The Rocksta Choir — God Bless All The Universe

## Rebel Radio/KING
Опис: станція Селюків (Rednecks). 

DJ’s: Маршал Неш (із сильним південним акцентом) 

Жанр: рок.
- Bula Matari — Taxi Drivers Must Die
- Testing — My Tiny World
- Stikki Fingerz — Holdin' It Out For You
- Реклама: Credex Gold
- Sterlin — Standing on My Own

## Osmosis Radio
Опис: станція вчених СРС. 

DJ’s: «Мама Док», яка чи то ісландка, чи то скандинавка 

Жанр: танцювальна музика.
- Davidson — All I Wanna Do
- Pussywillows — Real Love
- Mama Doc promo
- Реклама: Endurodom
- Anna — Do It on Your Own
- Новини
- Реклама: Perk Up
- Track 7 — I Wanna Phunk

## Heavenly Radio
Опис: радіостанція банди кришнаїтів.. 

DJ’s: Венус Орделіа 

Жанр: легка музика.
- Krishna Pro
- Rev. Rooney & The Rocksta Choir — God Bless All The Universe
- Krishna mo
- Hush
- Krishna Promo
- Sterlin — Standing on My Own
- Реклама: Pizza Cake
- Новини
- Zoneboys — Amazing Grace

## KGBH
Опис: Радіостанція Російської мафії. Назва є сплавом абревіатур KGB і GBH(Grievous bodily harm)

DJ’s: Бомба Томба та Продо 

Жанр: рок.
- Реклама та запити від слухачів
- Cow Tastes Good — Surf City
- Spangly Feet — Dazed & Confuzed
- Tsunami - F.A.G. Filter